# Avilly-Saint-Léonard
Avilly-Saint-Léonard is een in het Franse departement Oise (regio Hauts-de-France). De plaats maakt deel uit van het arrondissement Senlis. Het ligt op 40 km ten noorden van het centrum van Parijs. De gemeente bestaat uit twee dorpen, die twee km van elkaar vandaan liggen: Avilly in het westen en Saint-Léonard in het oosten.  Avilly-Saint-Léonard telde op 1 januari 2022 866 inwoners.
Een deel van het grondgebied om het Kasteel van Chantilly ligt in de gemeente.

## Geografie
De oppervlakte van Avilly-Saint-Léonard bedroeg op 1 januari 2022 11,96 vierkante kilometer; de bevolkingsdichtheid was toen 72,4 inwoners per km².

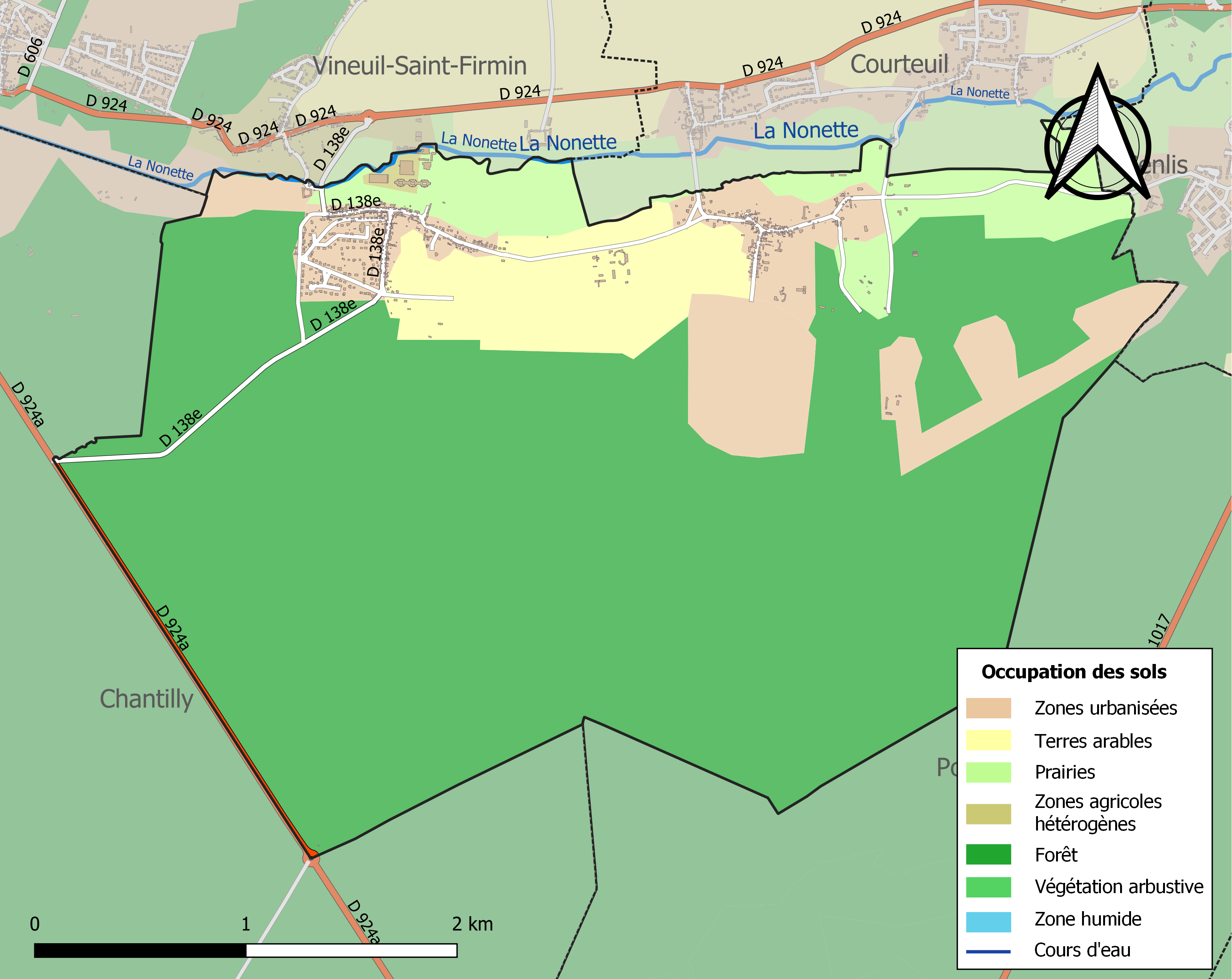
Kaart van de gemeente met belangrijkste infrastructuur, bodemgebruik en omliggende gemeenten

Avilly en Saint-Léonard zijn op de kaart te onderscheiden.

## Demografie
Onderstaande figuur toont het verloop van het inwonertal, bron: INSEE-tellingen. 

## Websites
- (fr)  Statistische informatie op de website van INSEE